# Ратничке дружине у Зети 15. вијека
Недостатак јаке централне власти на подручју Доње и Горње Зете, честе турске провале, међусобно ратовање властелина, локални устанци, као и то да су многе властелинске породице (изузимајући Ђурашевиће-Црнојевиће и Балшиће) губиле у економском и војном значају, узроковакли су појаве дружина ратника. Настајале су као осамостаљене заједнице у појединим селима или скупинама села, како по жупама тако и у планинским предјелима – катунима.

## Састав
Окосницу ратничких дружина чинила је породица или братство ситне властеле или само скуп до тада зависних сељака, који се самоорганизују као слободни људи. Ове дружине су биле српско-словенског, влашког или арбанашког поријекла .

## Вође
Предводници су били углавном ситни властелини (властеличићи) са подршком најближих рођака. На челу неких дружина помињу се титуле: кнез, кафелија или војвода. У неким дружинама, истакнути сељаци - ратници, преузимали су улогу локалних властелина. Углавном, старјешина је било лице са угледом, које се ослања на браћу, синове и најближе рођаке. Када је постојало више старјешина, обично се ради о рођеној браћи. Спорна питања рјешавала су се на привременим зборовима (скуповима) .

## Величина
Ратничке дружине нису биле велике: од 20 до 50 бораца. Као такве, препуштене само себи, не би дуго опстајале. Међутим, удруживањем су се стварале значајне војне снаге, о које су се отимали међусобно зараћени феудалци и градови, па и Млечани. Самим тим, ратничке дружине су имале значајну улогу у тадашњем политичком животу Зете.

## Називи дружина
Шире заједнице носиле су име неког великог братства, племена, па и презиме некадашње феудалне породице. Неки пут у питању је само топографски назив.

## Ангажовање
Којем ће се господару наћи у служби – одлучивале су саме дружине. Ангажоване су у локалним сукобима и ратовима, на начин што су нудили своје ратничке услуге или прихватали позиве зараћених страна. Међутим, познато је да су поједине од њих, најчешће удружене са другим заједницама ратника вршиле пљачкашке походе. Тако су 1411. године ратничке дружине: Бјелопавлића, Озринића, Мазница и Малоншића, удружене кренуле у пљачку дубровачких трговаца који су се враћали из Србије. Отели су им сребро, оружје, коње, као и одјећу и обућу са њих самих.

## Историјски помени ратничких дружина
Највише помена имамо о ратничким дружинама које су биле у вези са млетачким дјеловањем у Приморју. У дијелу Зете којим су владали Млечани, као пронијари (уживаоци имања, али не и власници) постављани су њима најоданији људи, а не прекаљени ратници, који би то заслужили на бојном пољу. Стога су Млечани често користили услуге ових ратничких заједница. Дружину Петра Шестана из Крајине, ангажовали су Млечани, 1405. године (касније су чланови ове дружине похватани и обогаљени од стране Балше III, па послати код Млечана да живе од њихове милости). Попрати, јака дружина ратника, из жупе Прапратна, између Бара и Улциња, под вођством браће Алексе, Петра и Марка, одметнула се 1405. године од свог господара Балше III и чак опсједала град Бар. У брдима изнад града Бара јака дружина су били Крампси, а ратовали су и за рачун Млечана против Великог Војводства (Стефана Вукчића Косаче). Помиње се и дружина Лалоја, под вођством браће Стефана и Рајка, са синовима, као и двије ратничке дружине из Мркојевића (између Бара и Улциња) које су такође ангажовали Млечани. Једна од ових дружина је била православна и предводио је поп Ђинак, а другу дружину су сачињавали остали Мркојевићи, католици. Као награду, поп Ђинак је од Млечана добио католичку опатију близу ушћа ријеке Бојане и држао је до 1450. године. Касније, у борбама под Баром, 1455. године, помиње се само једна ратничка дружина Мркојевића (Доминик, Никша, Васко и Андрија, са 130 бораца). Могулси, покретна ратничка дружина, у млетачким се изворима помињу од 1416. – 1446. године и називају их „чета и дружина“ (turma ac societas) а у другом случају „дружина и збор“ (societas et conventus). Ратничке дружине Памелиоти и Тронси, били су јаки у Забојани, а почетком 15. вијека на челу Памелота стајао је познати феудалац Дукалет, са титулом војводе код владара Зете, Ђурђа Страцимировића Балшића. У првом скадарском рату, 1405. године, који је Балша III повео против Млечана, Дукалет је пришао Млечанима у Скадар, али не и његови људи. Међутим, ова ратничка дружина, Памелоти, касније је прешла на страну Млечана, против Стефана Лазаревића, новог господара Зете. У борби под градом Скадром, 1422. године, допринијели млетачкој побједи. Памелоти су од Републике за узврат добили посједе у Улцињу и тамо се преселили, изгубивши значај ратничке дружине. Луштица је била расадник надалеко познатих ратника, а њихову ратничку дружину су 1403. године ангажовали и Дубровчани, уговором са посредником Грубачем Дапчићем. Хоти, јака дружина ратника, држали су Хотску гору, сјеверно од Скадра, признајући врховну власт Балшића, српског деспота и касније Црнојевића. Тузи, велика дружина, састављена је била од сродника са истим презименом (Туз). Од 1403. године држали су село Тузи, чији је главар 1417. године био Јурко Туз, а читаво насеље (150 домова) могло је сакупити 500 ратника (пјешака и коњаника). Касније, 1444. године, као властелин Ђурашина Црнојевића помиње се Павле Туз. По млетачким изворима, ратничка дружина (Morlachi) помогла је Стефану Црнојевићу да угуши буну у Грбљу, 1452. године. Ова се дружина у околину града Котора доселила 1423. године из подручја Великог Војводства Сандеља Хранића (касније области Старе Херцеговине). Паштровићи су у зетском приморју постали образац самоуправне општине ситне властеле, сељака и ратника. Године 1423. они су се обавезали да о свом трошку ратују за Републику, по потреби, на простору од Котора до Бара и осам дана под Скадром. Паштровићи су се састојали од више братстава ситне властеле (са сељацима и ратницима на њиховим посједима) од којих ће се касније образовати дванаест „племена“.

## Галерија
- Покушај освајања Бара: 1. Алтоман и 2. Стефаница Црнојевић (војводе Ђурђа Бранковића); 3. Паштовићи (већина) на страни српског деспота Ђурђа; 4. Плаћена ратничка дружина Мркојевићи (највише су допринјели побједи Млечана, средином јула 1448.).